# Hubert Gordon Schauer
Hubert Gordon Schauer, křtěný Hubert (27. října 1862 Litomyšl – 26. července 1892 Česká Třebová) byl česko-německý spisovatel, literární kritik a publicista. Proslavil se polemickým článkem „Naše dvě otázky“, který vyšel jako úvodník v prvním čísle revue Čas 20. prosince 1886. Schauer zde rozmýšlel o tom, zda je česká společnost dost velká a mravně silná, aby si budovala samostatnou kulturu, a zda úsilí, vložené do národního obrození by nebylo lépe investovat do obecné kulturní práce v rámci kultury německé.

## Život
Schauer pocházel z jazykově smíšené rodiny, po maturitě v Litomyšli studoval ve Vídni právo, filosofii a jazyky. Od roku 1886 spolupracoval na Ottově slovníku naučném a publikoval v Čase, v Athenaeu, v Politice, Literárních listech a v Národních listech. Zemřel ještě ne třicetiletý na tuberkulózu v českotřebovských lázních Na Horách.

## Dílo a význam
Schauer byl citlivý až úzkostlivě vážný člověk, skeptik a konzervativec. Jeho hlavním zájmem byla literatura: patřil k zakladatelům České moderny a spolu se svými přáteli Vilémem Mrštíkem a F. X. Šaldou připravoval roku 1888 nakonec nevydaný almanach „Vpád barbarů“. Schauer patřil k Masarykovu realistickému hnutí a mezi odpůrce mladočešství, měl však i jisté sympatie ke staročechům. Článek „Naše dvě otázky“ vyvolal velmi ostrou polemiku, odpůrci podezírali ze spoluautorství i T. G. Masaryka a Schauerův postoj dokonce označovali za „filosofickou sebevraždu národa“. Z této polemiky vzešla pak dlouhá diskuse o smyslu českých dějin.

## Spisy
- H. G. Schauer, Spisy, Knihy dobrých autorů, Kamila Neumannová : Praha, 1917